# Kōchi

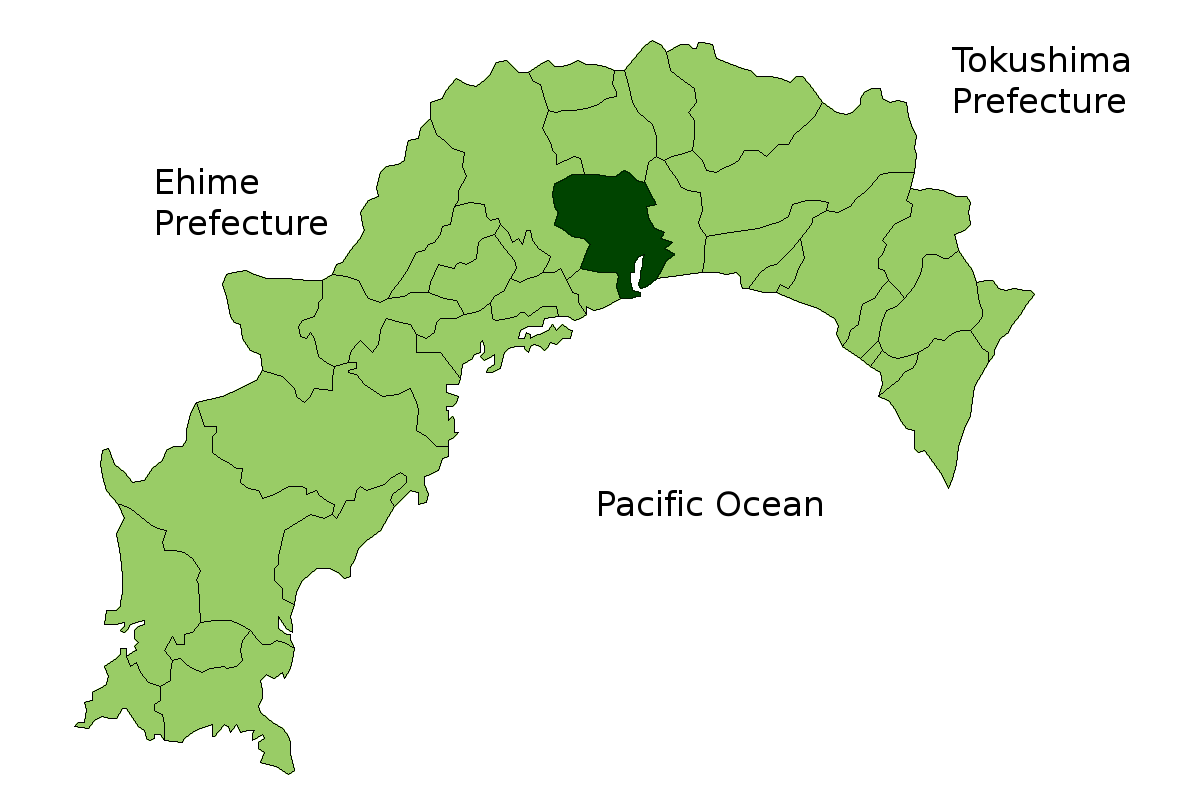

Kōchi (高知市 Kōchi-shi?) este un municipiu din Japonia, centrul administrativ al prefecturii Kōchi.